# اينغونا بوتانه
اينغونا بوتانه (ولدت في 24 فبراير 1986) ، تعرف أحيانا باسم إينغونا ، عارضة أزياء لاتفيه.

## روابط خارجية
- اينغونا بوتانه على موقع دليل عارضات الأزياء (الإنجليزية)